# Commerce génois des esclaves

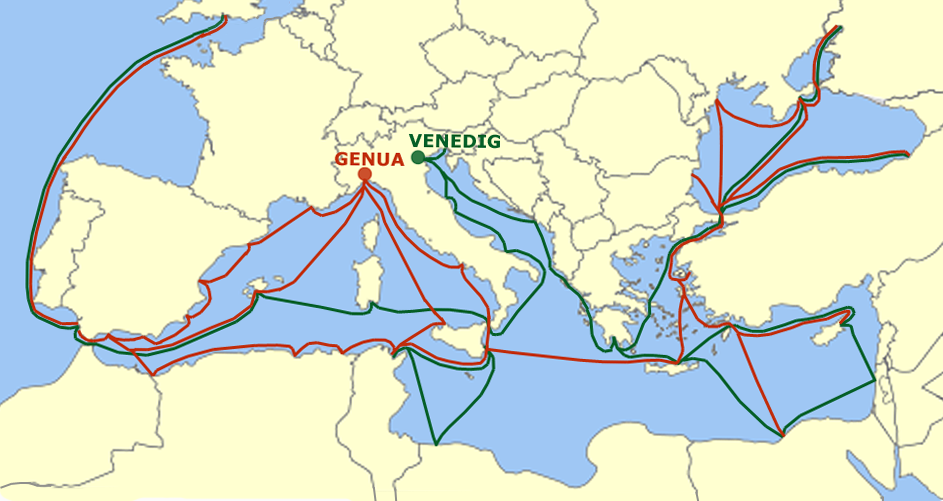
Républiques maritimes de Gênes (rouge) et de Venise (vert) et leurs routes commerciales dans le bassin méditerranéen.

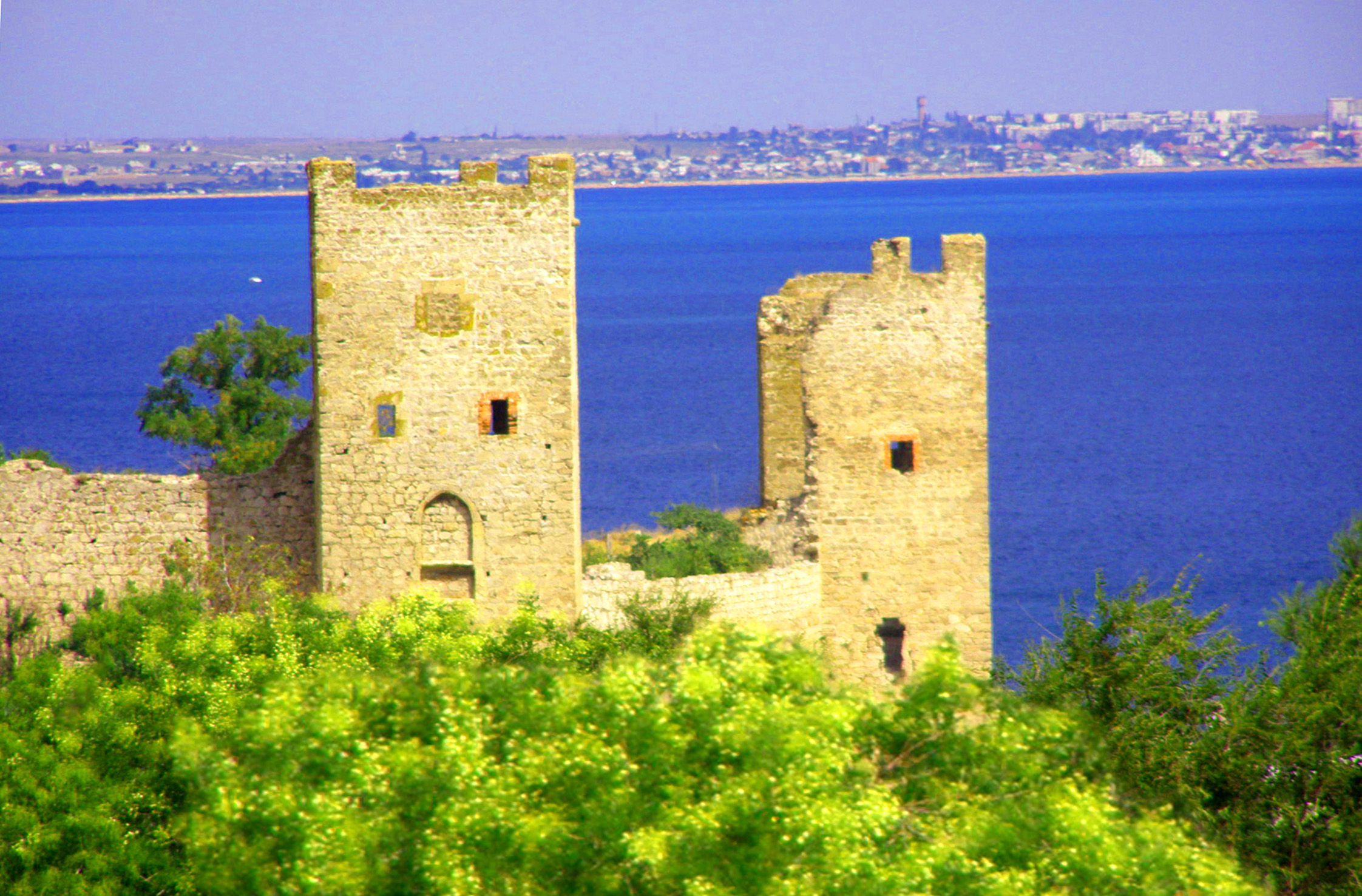
Caffa.

Le commerce génois des esclaves fait référence au commerce d'esclaves mené par la république de Gênes, une activité commerciale lucrative pendant le Moyen Âge.
Au XIIIe siècle, les Génois établissent des colonies en Crimée et achètent des esclaves pour les vendre soit en Europe du Sud via la Crète et les îles Baléares, soit au Moyen-Orient via la mer Noire. Les Génois se heurtent à la concurrence de la république de Venise.
La traite d'esclaves de la mer Noire s'est achevée en raison des conquêtes de l'Empire ottoman au XVe siècle et intégrée à la traite négrière ottomane mettant fin aux anciennes routes d’importation d’esclaves vers l’Europe, qui ont contribué au développement de la traite négrière atlantique pour fournir aux colonies européennes d’Amérique de la main-d’œuvre.
Après la fin de la traite de la mer Noire, Gênes participe à la traite négrière atlantique.

## Arrière-plan
Au Moyen Âge, des zones esclavagistes se forment le long des frontières religieuses. Les chrétiens et les musulmans interdisent l’esclavage des personnes de leur propre foi, mais approuvent l’esclavage des personnes d'autres religions.
La traite négrière s’organise ainsi en fonction de principes religieux. Les chrétiens et les musulmans considérant l'esclavage des personnes hérétiques ou schismatiques comme légitime. Cela permet aux chrétiens catholiques d'asservir les chrétiens orthodoxes et aux musulmans sunnites d'asservir les musulmans chiites.
Le marché de l'esclavage dans l'Europe médiévale au début du Moyen Âge a commencé à disparaître au profit du servage. Cependant, il existe un marché de l'esclavage au Moyen-Orient islamique où les esclaves européens sont nommés saqaliba. La république de Venise est l'un des premiers fournisseurs d'esclaves saqaliba au monde musulman et Gênes allait devenir son principal rival.
L'esclavage disparait en Europe occidentale après le XIIe siècle, néanmoins après la peste noire la demande de main-d'œuvre entraîne une reprise de l'esclavage en Europe du Sud, en Italie et en Espagne, ainsi qu'une augmentation de la demande pour l'esclavage en Égypte.

## Traite de la mer Noire
Les marchands Génois et Vénitiens disposent d'un vaste réseau de contacts en tant que commerçants dans la mer Méditerranée. Ils se sont implantés dans le commerce des esclaves de la mer Noire comme marchands itinérants avant d'établir leurs propres colonies commerciales en Crimée.
Au XIIIe siècle, le contrôle byzantin en Crimée s'affaiblit avec la chute de Constantinople en 1204, et les colonies commerciales prennent le contrôle du commerce d'esclaves de la mer Noire, avec en 1206 l'établissement de la république de Venise à Soudak en Crimée, puis à Tana, et de la république de Gênes à Caffa en 1266.
La majorité des esclaves de la traite de la mer Noire sont réduits en esclavage par trois méthodes principales : en tant que captifs de guerre pendant les invasions mongoles, les guerres entre la Horde d'or et l'Ilkhanat et les conquêtes de Tamerlan ; par le biais de raids d'esclaves ou par des parents vendant leurs propres enfants ou proches en raison de la pauvreté et après la Peste noire, lorsque la demande d'esclaves est élevée en Europe du Sud et au Moyen-Orient.
Les victimes principales de l'esclavage sont les païens finno-ougriens et turcs.
L'Empire mongol conquiert la Russie et le commerce d'esclaves de la mer Noire se développe, les Mongols encouragent le commerce afin de se débarrasser des esclaves russes. Jusqu'au soulèvement russe de 1262, les Mongols vendent les paysans russes qui ne sont pas en mesure de payer le tribut aux marchands d'esclaves italiens en Crimée.

### Structure du marché
La traite de la mer Noire est, avec la traite des Balkans, l'une des deux principales sources d'approvisionnement en esclaves des soldats mamelouks dans le sultanat mamelouk en Égypte. Un plus petit nombres d'esclaves sont vendus en Italie et en Espagne comme domestiques, appelés ancillae.
La traite italienne d'esclaves de la mer Noire suit deux routes principales : de la Crimée à la Constantinople byzantine, et via la Crète et les îles Baléares vers l'Italie et l'Espagne ou vers le sultanat mamelouk d'Égypte, qui reçoit la majorité des esclaves.
À partir de 1382, la majorité des Mamelouks du sultanat mamelouk égyptien d'origine esclave, environ 2 000 par an proviennent de la traite de la mer Noire, cela jusqu'au XIXe siècle,.

### Fin de la traite
Après la chute de Constantinople en 1453, les Ottomans ferment le commerce entre la Crimée et l'Occident. En 1472, on recense 300 esclaves victimes d'un trafic à Caffs.
À partir des années 1440, l'Espagne et le Portugal commencent à importer leurs esclaves des îles Canaries, puis d'Afrique via la traite négrière transsaharienne depuis la Libye, puis via la traite négrière atlantique.
L'Empire ottoman et le Khanat de Crimée conquirent les enclaves italiennes de Crimée en 1475, et le commerce des esclaves est repris par les marchands musulmans.

## Traite négrière transatlantique
Après la fin de la traite d'esclaves de la mer Noire, Gênes s'implique dans la traite négrière naissante de l'Atlantique. De 1520 à 1671, les espagnols concèdent aux génois, pour le commerce des esclaves, l'exploitation du port de Panama premier port du Pacifique fondé à la suite de la conquête des Amériques,.
Jusqu'au milieu du XVIIe siècle, le Mexique est le plus grand marché d'esclaves de l'Amérique espagnole. Alors que les Portugais sont impliqués dans le commerce des esclaves avec le Brésil, l'Empire espagnol s'appuie sur le système Asiento de Negros, accordant aux banquiers marchands génois catholiques la licence du commerce des esclaves d'Afrique vers leurs colonies d'Amérique espagnole. Carthagène, Veracruz, Buenos Aires et Hispaniola reçoivent la majorité des arrivées d'esclaves, principalement en provenance d'Angola.